# Leptogenys arnoldi
Leptogenys arnoldi é uma espécie de formiga do gênero Leptogenys, pertencente à subfamília Ponerinae.